# كارلينهوس (لاعب كرة قدم مواليد 1987)
كارلينهوس (بالبرتغالية: Carlos Andrade Souza‏) هو لاعب كرة قدم برازيلي في مركز الدفاع، ولد في 23 يناير 1987 في فيتوريا دا كونكيستا في البرازيل. شارك مع منتخب البرازيل تحت 20 سنة لكرة القدم ومنتخب البرازيل لكرة القدم. أما مع النوادي، فقد لعب مع سانتو أندريه ونادي سانتوس ونادي ساو باولو ونادي فلومينينسي ونادي كروزيرو ونادي ميراسول.

## وصلات خارجية
- كارلينهوس (لاعب كرة قدم مواليد 1987) على موقع قاعدة بيانات كرة القدم.إي يو (الإنجليزية)
- كارلينهوس (لاعب كرة قدم مواليد 1987) على موقع ناشيونال فوتبول تيمز (الإنجليزية)
- كارلينهوس (لاعب كرة قدم مواليد 1987) على موقع Soccerway.com (الإنجليزية)
- كارلينهوس (لاعب كرة قدم مواليد 1987) على موقع عالم كرة القدم.نت (الإنجليزية)
- كارلينهوس (لاعب كرة قدم مواليد 1987) على موقع AS.com (الإسبانية)